# Liste von Flugzeugtypen/E–H
Liste von Flugzeugtypen
A–B C–D E–H I–M N–S T–Z
E – F – G – H

## E

### EADS
- Eurofighter Typhoon (EF-2000 Eurofighter)
- Barracuda
- CASA C 212
- CASA C 295
- Airtech CN-235

EADS ist Inhaber des Passagierzweigs Airbus.

### Eberhart
- Eberhart FG
- Eberhart F2G

### Eclipse
- Eclipse 400
- Eclipse 500

### Ekranoplan
siehe: Alekseyev Central Hydrofoil Design Bureau

### Eidgenössisches Flugzeugwerk(F+W)
- F+W N-20

### Eidgenössische KonstruktionswerkstätteThun (K+W)
- Häfeli DH-1
- Häfeli DH-2
- Häfeli DH-3
- Häfeli DH-4
- Häfeli DH-5
- Militär-Apparat MA-7
- Eidgenössische Konstruktionswerkstätte K+W C-35
- Eidgenössische Konstruktionswerkstätte K+W C-36

### Eisen- und Flugzeugwerk Erla G.m.b.H.
- Erla 4 A
- Erla 5
- Erla 6

### Ellehammer
- Ellehammer I
- Ellehammer IV

### Embraer
- AT-26 Xavante
- AT-27 Tucano
- EMB 110 Bandeirante
- EMB 111
- EMB 120 Brasilia
- EMB 121 Xingu
- EMB 312 Tucano
- EMB 314 Super Tucano/ALX
- EMB-500 Phenom 100
- EMB-505 Phenom 300
- ERJ 135
- ERJ 140
- ERJ 145
- Embraer 170
- Embraer 175
- Embraer 190
- Embraer 195
- AMX-T
- EMB 145 AEW&C auch R99-A
- EMB 145 RS/AGS auch R99-B
- EMB 145 MP/ASW auch P99
- Legacy

### Enaer
- A-36 Halcon
- T-35 Pillán
- Eaglet
- Pantera

### English Electric
- English Electric Kingston
- English Electric Canberra
- English Electric Lightning

### Epic Aircraft
- Epic Aircraft Epic LT
- Epic Aircraft Epic JET

### Equator
- Equator P300
- Equator P350
- Equator P400
- Equator P420
- Equator P550
- Jet Equator

### Erco
- Erco Ercoupe

### Esnault-Pelterie
- R.E.P. 1
- R.E.P. 2
- R.E.P. D
- R.E.P. K

### Etrich
- Etrich Taube

### Eurofighter JagdflugzeugGmbH
- Eurofighter Typhoon

### Euler
- Euler B.I
- Euler B.II
- Euler B.III
- Euler C
- Euler D.I
- Euler D.II
- Euler Militärdoppeldecker 1911
- Euler Militär-Dreidecker 1913
- Euler Jagdeinsitzer 1914
- Euler Jagdflugzeug 1915
- Euler Dr.I, Dreidecker
- Euler Dr.II, Dreidecker
- Euler Dr.III, Dreidecker
- Euler Dr.IV, Vierdecker
- Euler Jagdflugzeug Quadruplan, Vierdecker
- Euler Jagdflugzeug Dreidecker

### Evektor-Aerotechnik
- Eurostar EV97
- Evektor SportStar
- Evektor Harmony
- Evektor VUT 100
- Evektor EV-55

### EWR Süd(Entwicklungsring Süd)
- EWR VJ 101

### Extra
- Extra 200
- Extra 230
- Extra 300
- Extra 400
- Extra 500

## F

### Fábrica Militar de Aviones(FMA)
- FMA Ae.C.1 (1931)
- FMA Ae.C.2 / Ae.M.E.1 (1932)
- FMA Ae.T.1 (1933)
- FMA Ae.M.O.1 (1934)
- FMA Ae.M.Oe.1 / Ae.M.Oe.2 (1934)
- FMA Ae.C.3 (1934)
- FMA Ae.C.3G (1936)
- FMA Ae.C.4 (1936)
- FMA Ae.M.B.1 / FMA Ae.M.B.2 Bombi (1935)
- FMA Ae.M.S.1 (1935)
- FMA I.Ae. 20 Boyero (1940)
- FMA I.Ae. 21 (1943)
- FMA I.Ae. 22 (1943)
- FMA I.Ae. 23 (1945)
- FMA I.Ae. 24 Calquín (1946)
- FMA I.Ae. 25 Mañque (1945)
- FMA I.Ae. 27 Pulqui I (1947)
- FMA I.Ae. 30 Ñancú (1948)
- FMA I.Ae. 31 Colibrí (1947)
- FMA I.Ae. 32 Chingolo (1949)
- FMA I.Ae. 33 Pulqui II
- FMA I.Ae. 34 Clen Antú (1949)
- FMA I.Ae. 35 Huanquero
- FMA I.Ae. 37 (1954)
- DINFIA I.Ae. 38 Naranjero (1960)
- FMA I.Ae. 41 Urubú (1953)
- FMA I.Ae. 44 DL II
- FMA I.Ae. 45 Querandí
- FMA I.Ae. 46 Ranquel
- DINFIA FA 1 Guaraní I
- FMA I.A. 50 Guaraní II
- FMA I.A. 53
- FMA IA 58 Pucará
- Embraer/FMA CBA 123 Vector
- FMA IA 63 Pampa

### FAG Chemnitz
- C 10
- C 11

### FAG Hamburg
- FAG Werk Nr.1

### FAG Stettin
- La 11
- La 11W

### Fairchild
- Fairchild-Republic A-10 Thunderbolt II
- Fairchild VZ-5 Fledgling
- Fairchild C-123
- Fairchild NC-123K Black Spot
- Fairchild AU-23 A Peacemaker
- Fairchild AC-119 G Shadow (und AC-119K Stinger)
- Fairchild Swearingen Metro
- Fairchild 51
- Fairchild 71
- Fairchild 228
- Fairchild 328
- Fairchild 328JET
- Fairchild 428JET
- Fairchild AT-21 Gunner
- Fairchild C-8
- Fairchild C-24 Yic
- Fairchild C-26 Metroliner
- Fairchild C-61 Forwarder
- Fairchild C-82 Packet
- Fairchild C-86 Forwarder
- Fairchild C-88
- Fairchild C-96
- Fairchild C-119 Flying Boxcar
- Fairchild C-120 Packplane
- Fairchild C-122
- Fairchild C-123 Provider
- Fairchild C-128 Flying Boxcar
- Fairchild C-138
- Fairchild Cornell
- Fairchild Metro
- Fairchild F 24 Argus
- Fairchild F-27 Friendship
- Fairchild FC-2 Razorback
- Fairchild KR-34
- Fairchild PT-19
- Fairchild Super 71
- Fairchild Dornier 728
- Fairchild Republic T-46

### Fairey
- Typ II
- Typ III
- Albacore
- Barracuda
- Battle
- Delta 1
- Delta 2
- Fairey Campania
- Fantome
- Fawn
- Ferret
- Féroce
- Firefly I (1924)
- Firefly II (1927)
- Firefly
- Fleetwing
- Flycatcher
- Fox
- Fulmar
- Gannet
- Gordon
- Hendon
- Kangourou
- Fairey P.4/34
- Primer
- Seafox
- Seal
- Spearfish
- Swordfish

### Fane
- Fane F.O.P.

### Farman
- Farman III
- Farman IV
- Farman XV
- Farman F.20
- Farman F.30
- Farman F.31
- Farman F.40 Horace Farman
- Farman F.41
- Farman F.46
- Farman F.50
- Farman F.51
- Farman F.56
- Farman F.60 Goliath
- Farman F.61
- Farman F.68
- Farman F.70
- Farman F.121 Jabiru
- Farman F.123
- Farman F.124
- Farman F-180 Oiseau bleu
- Farman F.190
- Farman F.220 und davon abgeleitet:
  - Farman F.221
  - Farman F.222
  - Farman F.223.1
- Farman F.230
- Farman F.250
- Farman F.402
- Farman F.430 Alize
- Farman F.1000
- Farman HF-20
- Farman HF-27
- Farman HF-30
- Farman M.F.7 Longhorn
- Farman M.F.11 Shorthorn
- SNCAC NC.223 und davon abgeleitet:
  - SNCAC NC.223.0
  - SNCAC NC.223.3
  - SNCAC NC.223.4
- SNCAC NC.470

### F.B.A.
siehe: Franco-British Aviation

### Felixstowe
- Felixstowe F.2
- Felixstowe F.3
- Felixstowe F.5

### Flug- und Fahrzeugwerke Altenrhein(FFA)
- FFA AS-202 Bravo
- FFA P-16
- FFA Diamant

### Fauvel
- AV-1, AV-2, AV-3
- AV-17
- AV-36 361
- AV-45 451
- AV-46
- AV-48
- AV-22
- AV-221
- AV-222

### FIAT(Fabbrica Italiana Automobili Torino)
- BR.20 Cicogna (Storch)
- C.29
- CR.1
- CR.20
- CR.25
- CR.30
- CR.32 Freccia (Pfeil)
- CR.42 Falco (Falke)
- G.2
- G.12
- G.18
- G.46
- G.49
- G.50 Freccia (Pfeil)
- G.55 Centauro (Zentaur)
- G.56
- G.59
- G.80
- G.82
- G.91
- G.212
- G.222
- RS.14

### Fieseler
- Fieseler F 1 Tigerschwalbe
- Fieseler F 2
- Fieseler F 3
- Fieseler F 4
- Fieseler F 5
- Fieseler F 6
- Fieseler Fi 97
- Fieseler Fi 98
- Fieseler Fi 99
- Fieseler Fi 103 (V1)
- Fieseler Fi 156 (Storch)
- Fieseler Fi 157
- Fieseler Fi 158
- Fieseler Fi 166
- Fieseler Fi 167
- Fieseler Fi 168
- Fieseler Fi 253
- Fieseler Fi 256
- Fieseler Fi 333

### Fischer-Boretzki
- Fibo 2

### Fischer Flugmechanik
- Fischer Airfish AF-1
- Fischer Airfish AF-2
- Fischer Airfish AF-3
- Fischer Airfish AF-8
- Fischer Hoverwing HW2VT
- Fischer Hoverwing HW20
- Fischer Hoverwing HW50
- Fischer Hoverwing HW80
- Fischer Whisperfan
- Fischer Whisper-Whale

### Fisher
- P-75 Eagle

### Fisher Flying Products
- FP-202 Koala

### Fläming-Air
- FA Saphir
- FA Smaragd

### Fleet
- Fleet Fawn
- Fleet Finch
- Fleet Fort
- Fleet Freighter

### Fletcher Aviation
- Fletcher FBT-2
- Fletcher FL-23
- Fletcher FU-24
- Fletcher FD-25

### Flightship Ground Effect Pty
- Flightship FS-8

### Flyförvaltningens Verkstad(FFVS)
- FFVS J22

### Flight Design
- Flight Design CT2K
- Flight Design CTSW

### Flightstar Sportplanes
- Flightstar

### Flanders
- Flanders B.2
- Flanders F.4
- Manning-Flanders M.F.1

### Florow
- 4302

### Flug- und Fahrzeugwerke Altenrhein
- FFA AS-202 Bravo
- FFA-2000 Eurotrainer (FFT Eurotrainer 2000A)

### Flugtechnischer Verein Dresden(FVD)
- F.V.D. Stehaufchen (1921)
- F.V.D. Doris (1922)
- F.V.D. Falke (1923)

### Flugzeugbau Kiel GmbH
- Flugzeugbau Kiel Fk 166

### Flugzeugbau Michelstadt
- Flugzeugbau Michelstadt Maikäfer

### VEBFlugzeugwerke Dresden
(heute Elbe Flugzeugwerke)
- VEB IL-14P – (Lizenzbau der Iljuschin Il-14)
- 152 – erstes deutsches Passagierstrahlflugzeug; Erstflug 1958
- 153
- 154
- 155
- 160
- Flora (Agrarflugzeug)

### Focke-Wulf
- A 7 Storch
- A 16
- A 17 Möwe
- A 20 Habicht
- A 26
- A 29
- A 32 Bussard
- A 33 Sperber
- A 38
- A 43 Falke
- F 19 Ente (Entenflugzeug)
- Fw 44 Stieglitz
- Fw 47
- Fw 55
- Fw 56 Stößer
- Fw 57
- Fw 58 Weihe
- Fw 61
- Fw 62
- Fw 159
- Fw 186
- Fw 187 Falke
- Fw 189 Uhu
- Fw 190 Würger
- Fw 191
- Fw 200 Condor
- Fw 206
- GL 18
- Fw P.149
- P VII
- S 1
- S 2
- S 24 Kiebitz
- Ta 152
- Ta 154
- Ta 183

### Fokker
- M.1 Spinne
- B.I
- B.II
- B.III
- B.IV
- C.I
- C.IV
- C.V
- C.VI
- C.VII-w
- C.VIII-w
- C.X
- C.XI-w
- C.XIV-w
- C-2
- D.I
- D.II
- D.III
- D.IV
- D.V
- D.VI
- D.VII
- D.VIII
- D.X
- D.XI
- D.XXI
- D.XXIII
- Dr.I
- E.I
- E.II
- E-III
- E.IV
- F.I
- F.II
- F.III
- F.IV
- F.VII
- F.IIa
- F.VIII
- F.IX
- F.XI Universal
- F.XII
- F.XIII
- F.XVIII
- F.XX
- F.XXII
- F.XXXVI
- F.9
- F.10
- F.24
- G.I
- M-5
- M-14
- O-27
- S.I
- S.II
- S.III
- S.IV
- S.IX
- S.11 Instructor
- S.14 Mach-Trainer
- T.II
- T.III
- T.IVa
- T.V
- T.VIII-L
- T.VIII-W
- T.IX
- XB-8
- Fokker F-27 Friendship
- Fokker F28 Fellowship
- Fokker 50
- Fokker 70
- Fokker 100

### Folland
- Folland 43/37
- Folland Midge
- Folland Gnat

### Ford Motor Company
- Ford C-3
- Ford C-4
- Ford C-9
- Ford AT-5 Trimotor

- Ford Flivver

### Forney
- Forney Aircoupe

### Foster Wikner
- Foster Wikner Warferry
- Foster Wikner Wicko

### Fouga
- Fouga Magister

### Fournier
- Fournier RF-1
- Fournier RF-2
- Fournier RF 3
- Fournier RF 4
- Fournier RF 5
- Fournier RF-6
- Fournier RF-7
- Fournier RF-8
- Fournier RF-9
- Fournier RF-10
- Fournier RF-47

### Franco-British Aviation(F.B.A.)
- F.B.A. A
- F.B.A. B
- F.B.A. C
- F.B.A. H
- F.B.A. S
- F.B.A. 10
- F.B.A. 11
- F.B.A. 13
- F.B.A. 14
- F.B.A. 16
- F.B.A. 17
- F.B.A. 19
- F.B.A. 21
- F.B.A. 27
- F.B.A. 29
- F.B.A. 31

### Frankfort
- TG-1A

### Flugzeugbau Friedrichshafen
- Friedrichshafen FF 19 Seeflugzeug
- Friedrichshafen FF 21 Flugboot
- Friedrichshafen FF 24 Seeaufklärer
- Friedrichshafen FF 27 Seeflugzeug
- Friedrichshafen FF 29 Seeflugzeug
- Friedrichshafen G.I Bomber
- Friedrichshafen FF 31 Seekampfflugzeug
- Friedrichshafen FF 33 Seekampfflugzeug
- Friedrichshafen FF 35 Torpedoflugzeug
- Friedrichshafen C.I Aufklärer
- Friedrichshafen FF G.II Bomber
- Friedrichshafen FF 39 Seekampfflugzeug
- Friedrichshafen FF 40 Seekampfflugzeug
- Friedrichshafen FF 41 Seekampfflugzeug
- Friedrichshafen FF 43 Seejagdflugzeug
- Friedrichshafen FF 44 Seekampfflugzeug
- Friedrichshafen G.III Bomber
- Friedrichshafen D.I Jagdeinsitzer
- Friedrichshafen D.II Jagdeinsitzer
- Friedrichshafen FF 48 Seekampfflugzeug
- Friedrichshafen FF 49 Seekampfflugzeug
- Friedrichshafen N.I Nachtbomber
- Friedrichshafen FF 53 Torpedoflugzeug
- Friedrichshafen G.IV Bomber
- Friedrichshafen FF 59 Seekampfflugzeug
- Friedrichshafen FF 60 Seegroßflugzeug
- Friedrichshafen FF 63 Seekampfflugzeug
- Friedrichshafen FF 64
- Friedrichshafen G.V Bomber

### Fuji
- Fuji FA 200 Aero Subaru
- Fuji LM-1 Nikko
- Fuji T-1 Hatsutaka

### Fukuda
- Fukuda Ku-5

## G

### Gallaudet Aircraft Company
- Gallaudet A-1 Bullet
- Gallaudet A-2
- Gallaudet C-2
- Gallaudet CO-1
- Gallaudet D-1
- Gallaudet D-2
- Gallaudet D-4
- Gallaudet DB-1
- Gallaudet PW-4

### Gebrüder Müller Griesheim
- GMG I, Ia, zweisitziger Schulterdecker (1927)
- GMG II, IIa, verstärkte GMG Ia
- GMG V, Sportzweisitzer
- GMG H 22, Entwurf für ein Amphibienflugzeug
- GMG H 23, Entwurf für ein Amphibienflugzeug

### General Airborne Transport
- XCG-16A

### Geier
- Geier I
- Geier II
- Geier II B

### General Aircraft
- G.A.L.38 Fleet Shadower
- G.A.L.42 Cygnet II
- G.A.L.47
- G.A.L.48 Hotspur
- G.A.L.49 Hamilcar
- G.A.L.55
- G.A.L.56
- G.A.L.58 Hamilcar X
- ST-12
- ST-25

### General Dynamics
- McDonnell Douglas/General Dynamics A-12 Avenger II
- F-16 Fighting Falcon
- F-111 Aardvark

### General Motors
- General Motors FM Wildcat
- General Motors TBM Avenger
- General Motors XP-75A

### George Levy
- George Levy 40 HB2

### Germania Flugzeugwerke
- C I
- C II
- C IV[1]

### Gerner
- G II R

### Gippsland Aeronautics
- Gippsland Aeronautics GA-8/Airvan 8
- Gippsland Aeronautics GA-200

### Glasflügel Segelflugzeugbau
- Glasflügel H-30 GFK
- Glasflügel Libelle (H-301)
- Glasflügel BS-1
- Glasflügel H-101 Salto
- Glasflügel 401 Kestrel
- Glasflügel 604 Kestrel
- Glasflügel H-20X Standard-Libelle
- Glasflügel H-205 Club-Libelle
- Glasflügel 206 Hornet
- Glasflügel 303 Mosquito
- Glasflügel 304
- Glasflügel 402
- Glasflügel Falcon

### Globe
- Globe Swift

### Gloster
- III
- IV A
- VI
- Golden Arrow
- Goral
- Goring
- Mars Nightjar
- Grebe
- Gamecock
- Gorcock
- Guan
- Goldfinch
- Gambet
- Gnatsnapper
- Gauntlet
- Gladiator
- Meteor
- E.28/39 „Pioneer“
- G.A.5 Javelin
- Gloster Sparrowhawk

### Goodyear
- Inflatoplane

### Gothaer Waggonfabrik
- Go 145
- Go 146
- Go 147
- Go 149
- Go 150
- Go 229
- Go 241
- Go 242
- Go 244
- Go 345
- G.I
- G.II
- G.III
- G.IV
- G.V / G.Va
- Gotha LE 1
- Gotha LE 2
- Gotha LE 3
- Gotha LE 4
- Gotha LD 1
- Gotha LD 2
- Gotha LD 5
- Gotha LD 7
- Gotha WD 1
- Gotha WD 2
- Gotha WD 3
- Gotha WD 4
- Gotha WD 5
- Gotha WD 7
- Gotha WD 8
- Gotha WD 9
- Gotha WD 11
- Gotha WD 12
- Gotha WD 13
- Gotha WD 14
- Gotha WD 15

ab 1949: VEB Waggonbau Gotha:
- SG 38 Schulgleiter

### Gourdou-Leseurre
- Gourdou-Leseurre Type A
- Gourdou-Leseurre Type B
- Gourdou-Leseurre GL.21
- Gourdou-Leseurre GL.22
- Gourdou-Leseurre GL.23
- Gourdou-Leseurre GL.30
- Gourdou-Leseurre GL.31
- Gourdou-Leseurre LGL.32
- Gourdou-Leseurre GL-33
- Gourdou-Leseurre GL-341
- Gourdou-Leseurre GL-351
- Gourdou-Leseurre GL-40
- Gourdou-Leseurre GL-430
- Gourdou-Leseurre GL-432
- Gourdou-Leseurre GL-450
- Gourdou-Leseurre GL-482
- Gourdou-Leseurre GL-50
- Gourdou-Leseurre GL-51
- Gourdou-Leseurre GL-521
- Gourdou-Leseurre GL-633
- Gourdou-Leseurre GL-810 HY
- Gourdou-Leseurre GL-811 HY
- Gourdou-Leseurre GL-812 HY
- Gourdou-Leseurre GL-813 HY
- Gourdou-Leseurre GL-820 HY
- Gourdou-Leseurre GL-821 HY
- Gourdou-Leseurre GL-821 HY 02
- Gourdou-Leseurre GL-831 HY
- Gourdou-Leseurre GL-832 HY

### GAF
- GAF N-22B Nomad

### Grade
- Grade II

### Grahame-White
- Grahame-White Baby
- Grahame-White Bantam
- Grahame-White Ganymede
- Grahame-White Type X Charabanc
- Grahame-White Type XI
- Grahame-White Type XV
- Grahame-White Type XIII
- Grahame-White Type 18

### Granville Brothers Aircraft
- Gee Bee R-1
- Gee Bee Z40
- Gee Bee R-6H

### Great Lakes
- Great Lakes 2T-1A-1
- Great Lakes 2T-1A-2

### Gribowski
- Gribowski G-4
- Gribowski G-5
- Gribowski G-8
- Gribowski G-10
- Gribowski G-10 Sportflugzeug
- Gribowski G-11 Lastensegler
- Gribowski G-15 Sportflugzeug
- Gribowski G-20 Sportflugzeug
- Gribowski G-21
- Gribowski G-22
- Gribowski G-23
- Gribowski G-25
- Gribowski G-26
- Gribowski G-27
- Gribowski G-28
- Gribowski G-29
- Gribowski G-30

### Grigorowitsch
- E-2 (DG-55)
- DI-3
- I-1
- I-2
- IP-1 (DG-52)
- IP-2 (DG-54)
- IP-4 (DG-53)
- I-Z
- LK-3 (DG-56)
- LSch (ZKB-5)
- M-1
- M-2
- M-3
- M-4
- M-5
- M-9
- M-11
- M-12
- M-15
- M-16
- M-24
- PB-1 (DG-58)
- SUWP (PL-1)
- TB-5 (ZKB-8)
- TSch-1 (ZKB-6)
- TSch-2 (ZKB-21)

### Grob
- D 500 (LAPAS-Flugzeug)
- G 102 Astir
- G 103 Twin Astir
- G 104 Speed-Astir II / IIb
- G 109 A und B
- G 115 A bis G
- Grob G 120A und Grob G 120TP
- G 140 TP
- G 160 Ranger
- G 180 SPn
- G 200
- G 520 Strato 1/Egrett
- G 520T
- G 850 Strato 2C

### Grumman
- Grumman G-5 – Grumman FF & SF
- Grumman G-23 Goblin – Exportversion der Grumman FF
- Grumman G-8 – Grumman F2F
- Grumman G-11, 19 – Grumman F3F
- Grumman G-7, 9, 10 – Grumman JF Duck
- Grumman G-15 – Grumman J2F Duck
- Grumman G-21 – JRF, OA-9, OA-13 Goose
- Grumman G-44 – Grumman Widgeon/Super Widgeon
- Grumman G-18, 36, 52 – Grumman F4F Wildcat
- Grumman G-34 – Grumman XF5F Skyrocket
- Grumman G-45 – Grumman XP-50
- Grumman G-40 – Grumman TBF Avenger
- Grumman G-50 – Grumman F6F Hellcat
- Grumman G-51 – Grumman F7F Tigercat
- Grumman G-58 – Grumman F8F Bearcat
- Grumman G-64 – Grumman Albatross Serie
- Grumman G-70 – Grumman XTB3F
- Grumman G-90 – Grumman AF Guardian
- Grumman G-73 Mallard
- Grumman G-75, 93, 94 – Grumman F9F Panther / Cougar
- Grumman G-83 – Grumman F10F Jaguar
- Grumman G-98 – Grumman F11F Tiger
- Grumman G-89 – Grumman S-2 Tracker
- Grumman G-96 – Grumman C-1 Trader
- Grumman G-117 – Grumman E-1 Tracer
- Grumman G-123 – Grumman E-2 Hawkeye
- Grumman G-123 – Grumman C-2 Greyhound
- Grumman G-128 – Grumman A-6 Intruder
- Grumman G-134 – Grumman OV-1 Mohawk
- Grumman G-303 – Grumman F-14 Tomcat
- Grumman G-712 – Grumman X-29
- Grumman American AA-1
- Grumman American AA-5
- Grumman G-159 – Grumman Gulfstream I
- Grumman G-1159 – Grumman Gulfstream II

### Gruse
- Gruse Bo 15/1

### Gulfstream(General Dynamics)
- Gulfstream G100/G150
- Gulfstream G200
- Gulfstream G280
- Gulfstream G300
- Gulfstream G400/G450
- Gulfstream G500/G550
- Gulfstream G600
- Gulfstream G650
- Gulfstream III
- Gulfstream IV
- Gulfstream V

### Gyroflug
- SC01 Speed-Canard

## H

### Helmut Haeßler
- HV-1 Mufli
- Haessler H 3

### Halberstadt
- B
- B.I
- B.II
- B.III
- C.I
- C.III
- C.V
- C.VII
- C.VIII
- C.IX
- CL.II
- CL.IV
- CLS.I
- D.I
- D.II
- D.III
- D.IV
- D.V
- G.I

### Hamilton Metalplane Company
- Hamilton H-47 Metalplane

### Handley Page Aircraft Company
- Handley Page H.P.11 bzw. O/100
- Handley Page H.P.12 bzw. O/400
- Handley Page H.P.15 bzw. V/1500
- Handley Page H.P.16 bzw. W/400
- Handley Page H.P.18 bzw. W.8
- Handley Page H.P.24 Hyderabad
- Handley Page H.P.25 Hendon
- Handley Page H.P.26 bzw. W.8b
- Handley Page H.P.27 bzw. W.9
- Handley Page H.P.28 Handcross
- Handley Page H.P.30 bzw. W.10
- Handley Page H.P.31 Harrow
- Handley Page H.P.32 Hamlet
- Handley Page H.P.33 Hinaidi
- Handley Page H.P.34 Hare
- Handley Page H.P.35 Clive
- Handley Page H.P.37
- Handley Page H.P.41
- Handley Page H.P.42
- Handley Page H.P.45
- Handley Page H.P.46
- Handley Page H.P.50 Heyford
- Handley Page H.P.47
- Handley Page H.P.51
- Handley Page HP.52 Hampden/HP.53 Hereford
- Handley Page HP.54 Harrow
- Handley Page HP.57 Halifax
- Handley Page HP.67 Hastings C Mk.1 sowie HP.94 Hastings C Mk.4, HP.95 Hastings C Mk.3
- Handley Page HP.68 Hermes 1 sowie HP.74 Hermes 2, HP.81 Hermes 4, HP.82 Hermes 5
- Handley Page HP.70 Halton
- Handley Page HP.75 Manx
- Handley Page HP.80 Victor
- Handley Page HP.137 Jetstream
- Handley Page HPR.1 Marathon
- Handley Page HPR.3 Herald
- Handley Page HPR.7 Dart Herald
- Handley Page Hastings C.Mk.1 und 2/T.Mk.5

### Hannoversche Waggonfabrik
- Hannover CL.II
- Hannover CL.III
- Hannover C.IV
- Hannover CL.V
- Hannover F6
- Hannover F10

### Hanriot
- Hanriot-Eindecker
- Hanriot HD.1
- Hanriot HD.2
- Hanriot HD.3
- Hanriot HD.12
- Hanriot H.16
- Hanriot H.43
- Hanriot H.170
- Hanriot H.180
- Hanriot H.190
- Hanriot H.220
- Hanriot H.232

siehe auch: Société Nationale de Constructions Aéronautiques du Centre (SNCAC)

### HPA(High Performance Aircraft)
- HPA TT62

### Hamburger Flugzeugbau(HFB)
- Ha 135
- Ha 136
- Ha 137
- Ha 138
- Ha 139
- Ha 140
- Ha 141
- Ha 142
- HFB 209
- HFB 314
- HFB 320

### Hansa-Brandenburg
- Hansa-Brandenburg CC
- Hansa-Brandenburg D
- Hansa-Brandenburg FD
- Hansa-Brandenburg LDD
- Hansa-Brandenburg DD
- Hansa-Brandenburg W
- Hansa-Brandenburg NW
- Hansa-Brandenburg G.I (= GF)
- Hansa-Brandenburg GFK
- Hansa-Brandenburg GW
- Hansa-Brandenburg GNW
- Hansa-Brandenburg GDW
- Hansa-Brandenburg K
- Hansa-Brandenburg KF
- Hansa-Brandenburg KDD
- Hansa-Brandenburg KDW
- Hansa-Brandenburg LW
- Hansa-Brandenburg KW
- Hansa-Brandenburg FB
- Hansa-Brandenburg L14
- Hansa-Brandenburg L15
- Hansa-Brandenburg L16
- Hansa-Brandenburg C.I
- Hansa-Brandenburg C.II
- Hansa-Brandenburg D.I (= KD)
- Hansa-Brandenburg W11
- Hansa-Brandenburg W.12
- Hansa-Brandenburg W.13
- Hansa-Brandenburg W.16
- Hansa-Brandenburg W.17
- Hansa-Brandenburg W.18
- Hansa-Brandenburg W.19
- Hansa-Brandenburg W.20
- Hansa-Brandenburg W.21
- Hansa-Brandenburg W.22
- Hansa-Brandenburg W.24
- Hansa-Brandenburg W.25
- Hansa-Brandenburg W.26
- Hansa-Brandenburg W.27
- Hansa-Brandenburg W.29
- Hansa-Brandenburg W.32
- Hansa-Brandenburg W.33
- Hansa-Brandenburg W.34
- Hansa-Brandenburg W.35
- Hansa-Brandenburg Z.I

### Harbin
- Harbin H-5
- Harbin SH-5
- Harbin Y-12

### Harth-Messerschmitt
- S 3 (Segelflugzeug)
- S 4 (Segelflugzeug)
- S 5 (Segelflugzeug)
- S 6 (Segelflugzeug)
- S 7 (Segelflugzeug)
- S 8 (Segelflugzeug)
- S 10 (Segelflugzeug)
- S 11 (Segelflugzeug)
- S 12 (Segelflugzeug)
- S 13 (Segelflugzeug)

### Hawker Aircraft
- Hawker Audax
- Hawker Cygnet
- Hawker Demon
- Hawker Hardy
- Hawker Harrier (1925)
- Hawker Hartbeest
- Hawker Hart
- Hawker Hawfinch
- Hawker Hector
- Hawker Henley
- Hawker Hind
- Hawker Hoopoe
- Hawker Horsley
- Hawker Hornbill
- Hawker Hurricane
- Hawker Hunter
- Hawker Fury
- Hawker Nimrod I
- Hawker Osprey
- Hawker Sea Fury
- Hawker Sea Hawk
- Hawker Sea Hurricane
- Hawker Tempest
- Hawker Tornado
- Hawker Typhoon
- Hawker Tomtit
- Hawker Woodcock

### Hawker Beechcraft Corporation
- Hawker 400 XP
- Hawker 750
- Hawker 850 XP
- Hawker 900 XP
- Hawker 4000

### Hawker Siddeley
- Hawker Siddeley Harrier
- Hawker Siddeley HS.121 Trident
- Hawker Siddeley HS.125
- Hawker Siddeley HS.146 (später BAe 146)
- Hawker Siddeley HS.748 (später Avro 748)
- Hawker Siddeley HS.780 Andover
- Hawker Siddeley HS.801 Nimrod (später BAe)

### HB-Flugtechnik/HB Brditschka
- Brditschka HB-3
- Brditschka HB-21
- Brditschka HB-23
- Brditschka HB-202
- Brditschka HB-207 Alfa
- Brditschka HB-208 Amigo

### Heinkel
Heinkel Doppeldecker HD
- HD 14
- HD 15 Artillerieflugboot, Serienbezeichnung HD 55
- HD 16
- HD 17
- HD 19
- HD 23 Jagdeinsitzer, nur 2 Exemplare. Weitere 2 von Aichi als Typ H gebaut
- HD 24 zur He 42 weiterentwickelt
- HD 30 ein Stück für Katapulttests gebaut (Flottenerkunder-Programm)
- HD 33
- HD 35
- HD 37 in der Sowjetunion als I-7 in Lizenz gebaut
- HD 38 Jagdeinsitzer
- HD 39 Zeitungsflugzeug “BZ 1” des Ullstein-Verlages
- HD 40 Zeitungsflugzeug “BZ IV” des Ullstein-Verlages
- HD 43
- HD 55 in der Sowjetunion als Kr-1 eingesetzt

Heinkel Eindecker HE
- HE 1
- HE 2
- HE 3
- HE 4
- HE 5
- HE 8
- HE 9
- HE 12

Heinkel He
- He 37
- He 38
- He 42
- He 43
- He 45
- He 46
- He 49
- He 50
- He 51
- He 57 Heron
- He 59
- He 60
- He 64
- He 66
- He 70 Blitz
- He 72 Kadett
- He 74
- He 100
- He 111
- He 112
- He 113
- He 114
- He 115
- He 116
- He 118
- He 119
- He 162 Salamander, Volksjäger
- He 172
- He 176
- He 177 Greif
- He 178
- He 219 Uhu
- He 231, VTOL Jagdflugzeugprojekt (Heckstarter)
- He 231-2, VTOL Jagdflugzeugprojekt (Flachstarterkonzept)
- He 231-3, VTOL Jagdflugzeugprojekt (mit schwenkbaren Triebwerken)
- He 270
- He 274
- He 277
- He 280
- He 343
- P.1073
- P.1077 Julia
- P.1077 Romeo
- P.1078
- P.1080
- Heinkel Lerche
- Heinkel Wespe
- Heinkel 60-Tonnen Langstreckenbomberprojekt (1945)
- He 011
- He 021
- C-He 101
- He 031 Florett

### Helio
- H-550A Stallion bzw. AU-24A  Stallion

### Helmy
- Aerogypt

### Helwan
- Helwan HA-300

### Henschel
- Henschel Hs 121
- Henschel Hs 122
- Henschel Hs 123
- Henschel Hs 124
- Henschel Hs 121
- Henschel Hs 126
- Henschel Hs 127
- Henschel Hs 128
- Henschel Hs 129
- Henschel Hs 130
- Henschel Hs 132

### Hiller Aviation
- Hiller X-18

### Hillson
- Hillson Praga
- Hillson Bi-mono
- Hillson FH.40

### Hindustan Aeronautics
- Hindustan Aeronautics 748
- Hindustan Aeronautics HA-31 Basant
- Hindustan Aeronautics HUL-26 Pushpak
- Hindustan Aeronautics HF 24 Marut
- Hindustan Aeronautics HF 73
- Hindustan Aeronautics HPT 32
- Hindustan Aeronautics LCA Tejas Light Combat Aircraft
- Hindustan Aeronautics HJT-16
- Hindustan Aeronautics HJT-36

### Hispano-Suiza /Hispano Aviación
- Hispano-Suiza C-36
- Hispano-Suiza E-30
- Hispano-Suiza HS-34
- Hispano-Suiza HS-50
- Hispano Aviación HA-1109
- Hispano Aviación HA-1112
- Hispano Aviación HA-200

### HKS
- HKS (Flugzeug), Segelflugzeuge

### Hoffmann (heuteDiamond Aircraft)
- H 36 Dimona
- HK 36 Super Dimona
- Hoffmann H40

### Honda
- HondaJet
- Honda MH02

### Horten
- Horten H I
- Horten H II
- Horten H III
- Horten Parabel
- Horten H IV
- Horten H V
- Horten H VI
- Horten H VII
- Horten H VIII
- Horten H IX
- Horten H X
- Horten H XII
- Horten H XIII
- Horten H XIV
- Horten H XVIII
- Horten Ho 33

### Howard Aircraft Corporation
- Howard DGA-1, Rennflugzeug
- Howard DGA-3"Pete", Rennflugzeug
- Howard DGA-4"Ike", Rennflugzeug
- Howard DGA-5"Mike", Rennflugzeug
- Howard DGA-6"Mister Mulligan", Rennflugzeug
- Howard DGA-8, Transportflugzeug
- Howard DGA-9, Transportflugzeug
- Howard DGA-11, Rennflugzeug
- Howard DGA-12, Transportflugzeug
- Howard DGA-15, Transportflugzeug
- Howard DGA-18, Schulflugzeug
- Howard DGA-125
- Howard GH-1, Transportflugzeug
- Howard GH-2, Ambulanzflugzeug
- Howard GH-3, Transportflugzeug
- Howard NH-1, Instrumentenflug-Schulmaschinen

### Hüffer
- Hüffer HB 28
- Hüffer HK 39

### Hughes
- H-4 Hercules
- XF-11

### Hütter
- Hütter H 17
- Hütter H 28
- Hütter H 30
- Hütter H 30 TS
- Hütter Hü 211

### Hydravions Louis Schreck F.B.A.
siehe: Franco-British Aviation (F.B.A.)